# BitTorrent (azienda)
BitTorrent, Inc. è una società statunitense a capitale privato che è responsabile dello sviluppo continuo del protocollo peer-to-peer BitTorrent, nonché dello sviluppo in corso di μTorrent e BitTorrent, due client che usano tale protocollo.
I file che vengono trasferiti attraverso il protocollo BitTorrent costituisco una grossa fetta di tutto il traffico internet. La compagnia è stata fondata il 22 settembre 2004 da Bram Cohen e Ashwin Navin.

## Prodotti

### BitTorrent
BitTorrent è un programma peer-to-peer sviluppato da Bram Cohen, utilizzato per l'uploading e il downloading di file via il protocollo BitTorrent. È stato il primo client scritto con questo tipo di protocollo. È spesso soprannominato dagli sviluppatori Mainline, facendo denotare la sua ufficiale origine. Dalla versione 6.0, il client è stato riportato con un altro marchio μTorrent. Come risultato non è più disponibile la versione open source e attualmente è disponibile per Microsoft Windows e Mac OS X.

### µTorrent
µTorrent (o uTorrent; comunenmente abbreviato come "µT" o "uT") è un client di BitTorrent a codice chiuso di proprietà di BitTorrent, Inc. È il client BitTorrent più utilizzato al di fuori della Cina.
È disponibile per Microsoft Windows, Android e Mac OS X. Un µTorrent Server è disponibile per Linux. Tuttavia tutte le versioni sono scritte in linguaggio C++.
Nel dicembre 2006 µTorrent è stato comprato da BitTorrent, Inc., da come è stato annunciato nel sito ufficiale.

### BitTorrent/μTorrent Pro
La versione Pro è il nome che identifica le versioni avanzate, formalmente conosciute come Plus, sia per BitTorrent sia per μTorrent esistono versioni a pagamento per Microsoft Windows nel quale sono comprese alcune funzioni addizionali che vengono scaricate e installate dopo il pagamento. La prevendita della versione Plus è stata annunciata nel 2011 e l'aggiornamento diventa disponibile nello stesso anno.
Quando un utente aggiorna la propria versione a quella Pro di BitTorrent o μTorrent vengono installati i seguenti componenti:
- Protezione anti-virus per i file torrent acquisiti
- Lettore multimediale HD integrato[7]
- Funzionalità di transcodifica con codec multimediali
- Streaming nella fase di download del torrent[8]

### BitTorrent Sync
BitTorrent Sync è uno strumento di sincronizzazione file peer-to-peer in esecuzione su Microsft Windows, Mac e Linux. Può sincronizzare file tra computer su una rete locale o tra utenti remoti su Internet.
Il programma pre-alpha BitTorrent Sync, annunciato a gennaio 2013, è stato aperto al pubblico neilo stesso anno. A novembre BitTorrent ha annunciato il rilascio della versione 1.2 del client insieme con una versione beta dell'API BitTorrent Sync.
Il 1º giugno 2016, i prodotti e il team sono stati estratti da BitTorrent Inc. come società indipendente, sotto il nome di Resilio Inc. che continuerà lo sviluppo del prodotto con il nome Resilio Sync

### BitTorrent Bundle
La compagnia ha pubblicato la versione "Bundles" con artisti come Linkin Park, Pixies, Public Enemy e Madonna. Il pacchetto Madonna, intitolato secretprojectrevolution, è stato rilasciato il 24 settembre 2013 e consisteva nell'omonimo film di 17 minuti e un'opzione per quegli utenti che inviano i loro indirizzi email e fanno una donazione che include anche le versioni HD e 2K del film, un'intervista VICE e un messaggio di Madonna.
A settembre 2013, la compagnia ha lanciato una nuova versione "BitTorrent Bundles for Publishers", per i creatori di contenuti per distribuire pacchetti di qualsiasi dimensione e tipo di file utilizzando il client BitTorrent. Il primo pacchetto pubblicato è stato il film fantasy "Overturn: Awakening of the Warrior" diretto e interpretato dall'attore ucraino-vietnamita Ivan Doan
Il 26 settembre 2014, Thom Yorke ha pubblicato il suo album Tomorrow's Modern Boxes come primo pacchetto a pagamento. Il 3 ottobre 2014 è stato annunciato che il progetto è stato scaricato più di un milione di volte, tra cui il singolo gratuito e il video più i download a pagamento; invece i numeri relativi alla vendita non sono stati ancora rilasciati.
Il 28 ottobre 2014, Alice in Chains ha pubblicato il loro video musicale per "Phantom Limb" tramite BitTorrent Bundle per lo streaming e il download gratuiti. Il pacchetto includeva anche il trattamento video e la lista di riprese in pdf, oltre all'accesso al merchandising della band.

### Altri prodotti e servizi

#### BitTorrent DNA
BitTorrent, Inc. offre pure BitTorrent DNA (acronimo di Delivery Network Accelerator), un servizio che consente ai fornitori di contenuti multimediali di condividerli usando la banda messa a disposizione dagli utenti stessi.

#### SoShare (beta)
Il 5 gennaio 2012, SoShare è stato rilasciato in alfa come "Condividi" all'interno del client μTorrent, come client desktop autonomo e come plug-in. Il 15 febbraio 2013, la beta di SoShare è stata lanciata e riposizionata come applicazione web user-friendly che utilizza il protocollo BitTorrent, progettata per i professionisti del settore creativo per condividere foto ad alta risoluzione, file e video utilizzando il sistema di posta elettronica dell'app o collegamenti pubblici. Dal sito web ufficiale, i messaggi di servizio che gli utenti registrati possono inviare bundle di file contenenti fino a un terabyte di dati per invio, gratuitamente.

#### BitTorrent Live - Discontinued
BitTorrent Live è stato annunciato per la prima volta a settembre 2011 ed è stato testato per la prima volta il 14 ottobre 2011. BitTorrent è stato presentato per la prima volta, in versione beta, nel 2013. La piattaforma è stata utilizzata per mostrare eventi live streaming di musical e DJ. È stata chiusa nel 2017.

#### BitTorrent News
Una rete di notizie in diretta streaming basata su BitTorrent Live lanciata durante la Convention nazionale repubblicana del 2016.

#### BitTorrent Bleep - Discontinued
BitTorrent Bleep è un client di chat multi-piattaforma peer-to-peer disponibile gratuitamente su Windows, Mac, Android e iOS. Bleep non è mai stato ufficialmente interrotto, ma ad agosto 2017 il sito web non esiste più, la versione Windows non è più disponibile per il download dal proprio sito Web o sul Google Play Store, il blog ufficiale di Bleep non è stato aggiornato da agosto 2015, e ai forum di Bleep non presentano un'attività da parte degli utenti.

#### Project Maelstrom - Discontinued
Il 10 dicembre 2014 BitTorrent ha annunciato il progetto Maelstrom, un progetto browser basato su Chromium che consente la pubblicazione via Web senza censura utilizzando i protocolli BitTorrent e DHT. Inizialmente, il progetto è stato eseguito come alfa a un ristretto numero di utenti, in seguito è stato reso pubblico solo per Windows. Sebbene nessuna comunicazione ufficiale di cessazione del servizio sia stata annunciata a febbraio 2017, il sito Web di BitTorrent Inc. non fornisce più il browser per il download, l'ultima versione non è stata aggiornata oltre alla versione 44 di Chromium.

## Licenza
Inoltre, BitTorrent Inc. concede in licenza la propria tecnologia e i propri marchi solo ai clienti aziendali. Il kit di sviluppo software (SDK) BitTorrent per dispositivi consente ai partner di integrare la tecnologia BitTorrent nei loro prodotti hardware.

## Premi e riconoscimenti
Nell'aprile 2006 BitTorrent è stato selezionato come finalista del Red Herring 100 North America nel 2006.
Nel giugno 2007, la società ha ricevuto il Webware 100 Award di CNET nel 2007.
Nel giugno 2007, BitTorrent ha ricevuto il premio DCIA Innovator's Award 2007.
Nel novembre 2007, BitTorrent ha ricevuto il premio Streaming Media Readers 'Choice.
Nel maggio 2010, BitTorrent è stata riconosciuta come una delle "2010 Hottest San Francisco Companies" da Lead411.
Nel febbraio 2013, BitTorrent è stata inserita tra le 50 migliori "Most Innovative Companies 2013" di Fast Company, per "usare il suo potere per aiutare gli artisti che la ottengono"

## Standard
BitTorrent Inc. promuove anche lo sviluppo del protocollo BitTorrent attraverso la ricerca e sviluppo e specifiche aperte. Le discussioni sullo sviluppo del protocollo sono ospitate su http://www.bittorrent.org. BitTorrent Inc. contribuisce anche attraverso organismi di standard più focalizzati come Internet Engineering Task Force (IETF) al gruppo di lavoro LEDBAT.

## Partners
Secondo il sito Web della società, BitTorrent Inc. ha annunciato partnership con molte aziende, tra cui Accel Partners e DCM, partner tecnologici ESA Flash Components, NTL: Telewest, Opera Software e partner di dispositivi Buffalo Technology, D-Link, I-O Data, Marvell Semiconductors, Netgear, Planex Communications Inc. e QNAP Systems, Inc.